# Jacopo Muselli
Jacopo Muselli (Verona, 6 settembre 1697 – Verona, 1º agosto 1768) è stato un numismatico, antiquario e collezionista italiano.

## Biografia
Jacopo Muselli, figlio di Cristoforo e della contessa Taddea Pompei, è un componente di una famiglia di collezionisti veronesi, famiglia il cui nome è legato alla collezione Muselli. 
Nel 1720 si sposa con la contessa Matinde Turco. La copia ebbe cinque figli. La moglie morì nel 1733 e due anni dopo Muselli sposa in seconde nozze la marchesa Teresa Carlotti. La coppia ebbe 14 figli. Alla morte del padre, alla fine del 1733 divenne amministratore delle proprietà della famiglia. 
Raccoglie una collezione di monete antiche, il cui catalogo pubblica a Verona nel 1752 con il titolo Numismatica antiqua collecta et edita... con dedica al re di Polonia Augusto III, che lo nomina marchese.
Negli anni successivi dirige gli scavi nella proprietà di famiglia a Raldon, nel territorio di San Giovanni Lupatoto. Qui vengono identificate una necropoli e una casa romana.
È amico di Scipione Maffei che gli regala, poco prima di morire, alcune monete con la preghiera di pubblicarle. Muselli darà seguito nel 1760 con il volume Numismatica antiqua Recens Adquisita
Nel frattempo era divenuto responsabile del Museo lapidario di Verona. 
Nel 1756 esce il catalogo della sua collezione di antichità: Antiquitatis Reliquiae.

## Opere
- Numismatica antiqua collecta et edita, 1752
- Antiquitatis reliquiae a Jacopo Muselli collectae, 1756
- Numismatica antiqua Recens Adquisita , 1760
- Numerosi manoscritti inediti presenti nell'archivio di Verona